# Magellanina
La (-)-magellanina es un miembro de la clase de alcaloides del Licopodio. Se aisló del musgo Lycopodium magellanicum en 1976. y se ha sintetizado cinco veces, la primera de ellas por el grupo de Larry E. Overman de la Universidad de California, Irvine, en 1993. También ha sido sintetizado por el grupo de Leo Paquette en 1993 en la Universidad Estatal de Ohio, el grupo Chun-Chen Liao en 2002 en la Universidad Nacional Tsing Hua, los grupos Miyuki Ishikazi y Tamiko Takahashi en 2005 en la Universidad Internacional Josai y la Universidad de Ciencias de Tokio, y el grupo Chisato Mukai en 2007 en la Universidad de Kanazawa. El grupo de A. I. Meyers completó una síntesis parcial en 1995 en la Universidad Estatal de Colorado.
Se cree que, desde el punto de vista biosintético, se deriva de la lisina. Esto se determinó mediante la realización de estudios de alimentación de precursores radiomarcados.